# 夏克 (阿肯色州)
夏克（英語：Shark）是位於美國阿肯色州耶爾縣的一個非建制地區。該地的面積和人口皆未知。

## 地理
夏克的座標為34°59′42″N 93°30′54″W / 34.99500°N 93.51500°W，而該地的平均海拔高度為117米（即384英尺）。